# Alloeotomus gothicus
Gotische blindwants (Alloeotomus gothicus) is een wants uit de familie van de blindwantsen (Miridae). De soort werd het eerst wetenschappelijk beschreven door Carl Fredrik Fallén in 1807.

## Uiterlijk
De licht doorschijnende oranjebruin tot bruine wants is als volwassen dier macropteer (langvleugelig) en kan 5 tot 6 mm lang worden. Het grijze doorzichtige deel van de vleugels heeft donkere ronde vlekjes en op het niet doorzichtige gedeelte van de vleugels zijn deze vlekjes bruin of donkeroranje van kleur. De rand van het achterlijf (connexivum) steekt meestal iets onder de vleugels uit en is afwisselend licht en donker geblokt. Het schildje (scutellum) heeft lichte hoekpunten en het halsschild (pronotum) heeft een lichte achterrand. Het halsschild, de voorvleugels, de poten en de antennes zijn bedekt met lange lichte rechtopstaande haren. De wants lijkt sterk op Alloeotomus germanicus. De afstand tussen de ogen en de beharing van de achterschenen en het tweede antennesegment zijn echter verschillend bij deze twee soorten. Alloeotomus germanicus is meestal ook iets groter dan Alloeotomus gothicus.

## Leefwijze
Ze leven in diverse biotopen zoals heide, bossen en tuinen waar ze te vinden zijn op dennen (Pinus), voornamelijk grove den (Pinus sylvestris). Ze eten van de bloemen van de den en vullen dit aan met bladluizen en insecteneitjes. De soort kent een generatie per jaar en in gunstige omstandigheden mogelijk een tweede generatie. Ze overwinteren als eitje en de volwassen dieren zijn van juli tot in november waar te nemen.

## Leefgebied
De soort komt voor in het Palearctisch gebied en is in Nederland vrij algemeen, met uitzondering van Zeeland, Groningen, de waddeneilanden en Flevoland.